# Barnave
Pour les articles homonymes, voir Barnave (homonymie).
 (septembre 2019).
Barnave est une commune française située dans le département de la Drôme, en région Auvergne-Rhône-Alpes.
Ses habitants sont dénommés les Barnavois.

## Géographie

### Localisation
Barnave est un petit village du Diois situé face au dôme Pié Ferré (2 040 m) du Glandasse.

La commune est à environ 80 km de Valence (préfecture), 15 km de Die (sous-préfecture) et 13 km de Luc-en-Diois (ancien chef-lieu de canton).

### Hydrographie
Le ruisseau la Barnavette est attesté au XIIIe siècle : Barnaveta (censier de l'évêché de Die). Il est formé par la réunion du ravin des Fontaines et du ruisseau de Gaudune. Il se jette dans la Drôme au nord-est de la commune, après un parcours de 3,75 kilomètres. En 1891, sa largeur moyenne est de 10 mètres, sa pente de 177 m, son débit ordinaire de 0,25 m3/s, extraordinaire de 52 m3/s.

### Climat
Pour des articles plus généraux, voir Climat d'Auvergne-Rhône-Alpes et Climat de la Drôme.
En 2010, le climat de la commune est de type climat méditerranéen altéré, selon une étude du CNRS s'appuyant sur une série de données couvrant la période 1971-2000. En 2020, Météo-France publie une typologie des climats de la France métropolitaine dans laquelle la commune est exposée à un climat de montagne ou de marges de montagne et est dans la région climatique  Alpes du sud, caractérisée par une pluviométrie annuelle de 850 à 1 000 mm, minimale en été. 
Pour la période 1971-2000, la température annuelle moyenne est de 11,4 °C, avec une amplitude thermique annuelle de 17,2 °C. Le cumul annuel moyen de précipitations est de 1 007 mm, avec 8,3 jours de précipitations en janvier et 5,5 jours en juillet. Pour la période 1991-2020, la température moyenne annuelle observée sur la station météorologique de Météo-France la plus proche, « St Roman-Diois », sur la commune de Saint-Roman à 6 km à vol d'oiseau, est de 12,5 °C et le cumul annuel moyen de précipitations est de 800,3 mm,. Pour l'avenir, les paramètres climatiques de la commune estimés pour 2050 selon différents scénarios d'émission de gaz à effet de serre sont consultables sur un site dédié publié par Météo-France en novembre 2022.

### Voies de communication et transports

#### Routes
- D 93 : depuis la haute ou la basse vallée de la Drôme.
- D 140 : par le col de Pennes (alt. 1 040 m).
- D 340 : accès au village.

##### Transports en commun
Il existe un service de transport scolaire desservant toutes les communes depuis la haute vallée de la Drôme. Il achemine les élèves au collège et lycée du Diois. Ce service est accessible au public. Par ailleurs, un transport TER par car est assuré par la SNCF en direction de la gare de Die[réf. nécessaire].
Une aire de covoiturage a été aménagée à l'entrée du village[réf. nécessaire].

## Urbanisme

### Typologie
Au 1er janvier 2024, Barnave est catégorisée commune rurale à habitat dispersé, selon la nouvelle grille communale de densité à 7 niveaux définie par l'Insee en 2022.
Elle est située hors unité urbaine. Par ailleurs la commune fait partie de l'aire d'attraction de Die, dont elle est une commune de la couronne,. Cette aire, qui regroupe 27 communes, est catégorisée dans les aires de moins de 50 000 habitants,.

### Occupation des sols
L'occupation des sols de la commune, telle qu'elle ressort de la base de données européenne d’occupation biophysique des sols Corine Land Cover (CLC), est marquée par l'importance des forêts et milieux semi-naturels (63,1 % en 2018), une proportion sensiblement équivalente à celle de 1990 (62,7 %). La répartition détaillée en 2018 est la suivante : 
forêts (56,7 %), zones agricoles hétérogènes (18,9 %), terres arables (14,4 %), cultures permanentes (3,6 %), milieux à végétation arbustive et/ou herbacée (3,3 %), espaces ouverts, sans ou avec peu de végétation (3,1 %). L'évolution de l’occupation des sols de la commune et de ses infrastructures peut être observée sur les différentes représentations cartographiques du territoire : la carte de Cassini (XVIIIe siècle), la carte d'état-major (1820-1866) et les cartes ou photos aériennes de l'IGN pour la période actuelle (1950 à aujourd'hui).

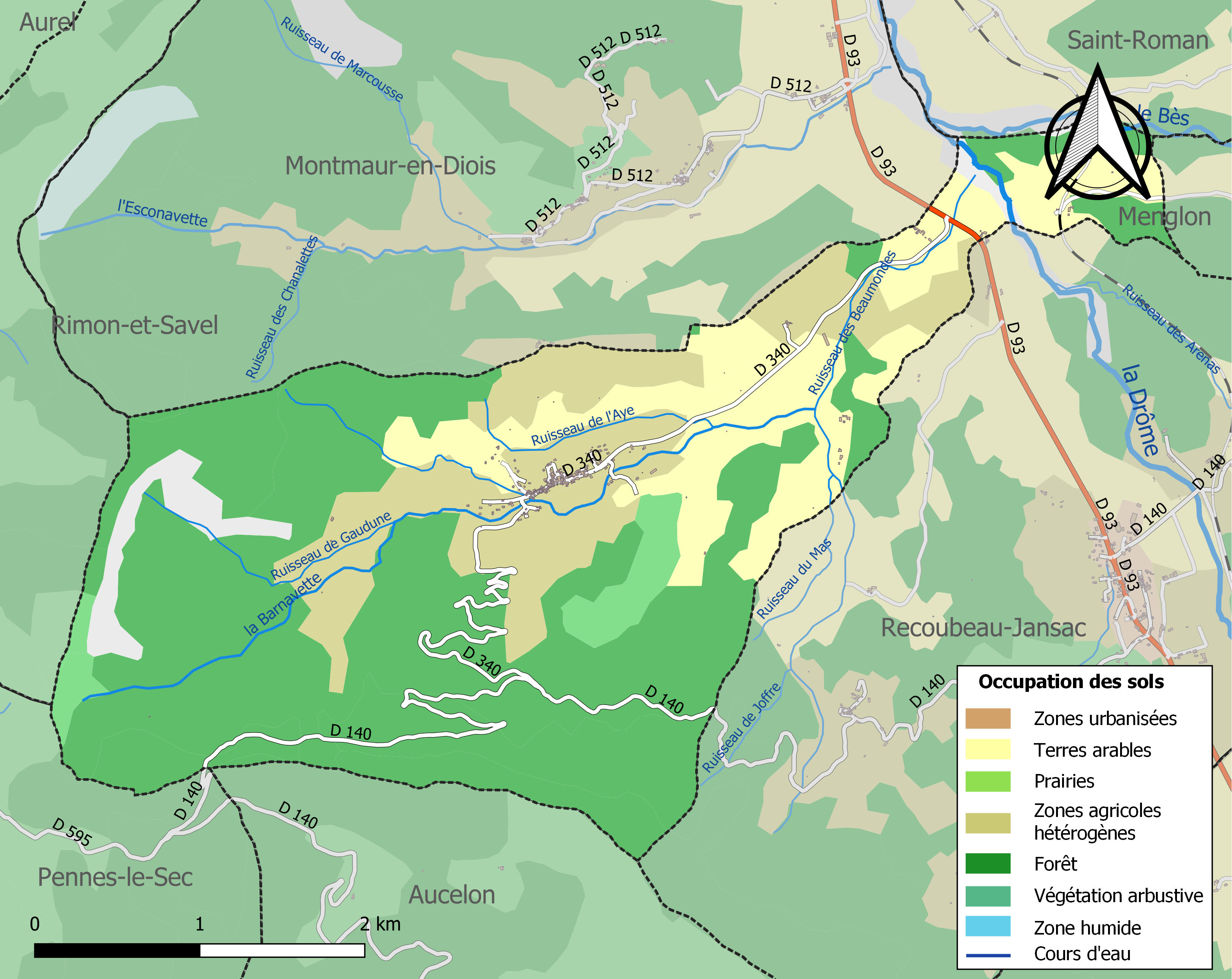
Carte des infrastructures et de l'occupation des sols de la commune en 2018 (CLC).

### Morphologie urbaine

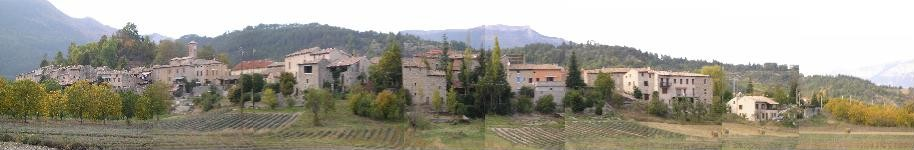
Le village de Barnave, visible depuis la Barnavette (montage).

- Village ancien (ruelles, voûtes) de mi-montagne[13].

Nature des paysages
Le village de Barnave s'est développé au pied et sur le flanc de la colline du Serre, le long du ruisseau, dans un petit cirque bordé au nord par le plateau de Solaure et à l'ouest par la montagne de Pennes. La nature des paysages se caractérise par une forte opposition entre l'ubac et l'adret : l'épaisse forêt domaniale de conifères, face à la quasi omniprésence des cultures et des chênes. La viticulture est l'activité économique dominante du village (70 ha de coteaux)[réf. nécessaire].
Style architectural
L'architecture typique des habitations du village de Barnave est un mélange d'influence provençale (« tuiles-canal » caractéristiques) et de vestiges de l'époque médiévale. La pierre, extraite du sol calcaire et des cours d'eau, a servi de base à la quasi-totalité des habitations qui composent le « Bourg ». Cependant, bien que constituant de très belles façades, ces pierres sont traditionnellement enduites de chaux[réf. nécessaire].

#### Hameaux et lieux-dits
- La Bégude : hameau d'habitation[réf. nécessaire].
- La Louine : trois maisons d'habitation dont deux fermes établies en agriculture biologique. L'alambic à alcool jadis propriété de la CUMA, datant de 1946 et dont la structure tombait en ruine, a été cédé en 2007 pour un euro symbolique à deux habitants du village alors âgés de 25 ans. Il a été monté au hameau de la Louine afin que l'art de la distillation des fruits perdure à Barnave. Il existe un autre alambic au hameau, utilisé pour la distillation de plantes aromatiques[réf. nécessaire].
- La Perlette : le hameau ne rassemble plus aujourd'hui qu'une seule ferme. Il se trouve à 3 km environ du village à vol d'oiseau, sur l'autre rive de la Drôme. Cependant, aucune traversée n'a jamais été étudiée et il faut faire un détour de près de 7 km par la route pour se rendre sur les lieux[réf. nécessaire].
- Le Moulin de Jansac : hameau d'habitation qui a la particularité de dépendre pour moitié à la commune de Recoubeau-Jansac[réf. nécessaire].
- Les Adrets : quartier attesté en 1891. Il était dénommé Le Drest en 1593 (parcellaire)[14].
- Les Brunets : imposante ferme reconvertie en résidence secondaire[réf. nécessaire].
- Le Serre : une ferme d'élevage ovin destiné à la production de laine (agriculture biologique)[réf. nécessaire].

## Toponymie
La commune est dénommée Barnava en occitan[réf. nécessaire].

### Attestations
- 1171 : Barnava[15].
- 1227 : castrum de Barnava (cartulaire de Die, 31)[1].
- XIVe siècle : mention du prieuré : prioratus de Barnava (pouillé de Die)[1].
- 1509 : mention de l'église : ecclesia beate Marie Barnave (visites épiscopales)[1].
- 1891 : Barnave, commune du canton de Luc-en-Diois[1].

### Étymologie
Ce toponyme dériverait du celtique barro « escarpement de montagne, sommet » et nava « plaine entre des montagnes, plateau bas cerné de montagnes ».

## Histoire

### Antiquité: les Gallo-romains
Présence romaine : céramiques et fonds d'amphores.

### Du Moyen Âge à la Révolution
La seigneurie :
- Au point de vue féodal, Barnave était une terre (ou seigneurie) des Artaud d'Aix.
- 1227 : elle est acquise par les évêques de Die.
- 1299 : cédée aux abbés d'Aurillac.
- Fin XVIe siècle : vendue aux (de) Lers de Jony.
- 1666 : vendue aux (du) Vivier, derniers seigneurs.

Avant 1790, Barnave était une communauté de l'élection de Montélimar, subdélégation de Crest et du bailliage de Die.

Elle formait une paroisse du diocèse de Die. Son église, dédiée à saint Blaise et plus anciennement à la Sainte Vierge, était celle d'un prieuré de l'ordre de Saint-Benoît, connu dès le XIVe siècle et uni vers la fin du XVIe siècle au prieuré de Saint-Marcel de Die. Son titulaire avait la collation de la cure et les dîmes.

## Politique et administration

### Liste des maires
| Période                                  | Période                       | Identité                               | Étiquette       | Qualité        |
| ---------------------------------------- | ----------------------------- | -------------------------------------- | --------------- | -------------- |
| Les données manquantes sont à compléter. |                               |                                        |                 |                |
| 1871                                     |                               | ?                                      |                 |                |
| 1874                                     |                               | ?                                      |                 |                |
| 1878                                     |                               | ?                                      |                 |                |
| 1884                                     |                               | ?                                      |                 |                |
| 1888                                     |                               | ?                                      |                 |                |
| 1892                                     |                               | ?                                      |                 |                |
| 1896                                     |                               | ?                                      |                 |                |
| 1900                                     |                               | ?                                      |                 |                |
| 1904                                     |                               | ?                                      |                 |                |
| 1908                                     |                               | ?                                      |                 |                |
| 1912                                     |                               | ?                                      |                 |                |
| 1919                                     |                               | ?                                      |                 |                |
| 1925                                     |                               | ?                                      |                 |                |
| 1929                                     |                               | ?                                      |                 |                |
| 1935                                     |                               | ?                                      |                 |                |
| 1945                                     |                               | ?                                      |                 |                |
| 1947                                     |                               | ?                                      |                 |                |
| 1953                                     |                               | ?                                      |                 |                |
| 1959                                     |                               | ?                                      |                 |                |
| 1965                                     |                               | ?                                      |                 |                |
| 1971                                     | 1977                          | Roger Lagarde                          |                 |                |
| 1977                                     | 1983                          | René Liotard                           | sympathisant PS |                |
| 1983                                     | 1989                          | René Liotard                           |                 | maire sortant  |
| 1989                                     | 1995                          | René Liotard                           |                 | maire sortant  |
| 1995                                     | 2001                          | Jean-Marc Matisse                      | NPA             |                |
| 2001                                     | 2008                          | Jean-Marc Matisse                      |                 | maire sortant  |
| 2008                                     | 2011                          | Jean-Marc Matisse                      |                 | maire sortant  |
| 2011 (statut ?)                          | 2014                          | Michelle Philippe                      | DVG             | médecin        |
| 2014                                     | 2020                          | Michelle Philippe                      |                 | maire sortante |
| 2020                                     | En cours (au 19 janvier 2021) | Michelle Philippe[source insuffisante] |                 | maire sortante |

### Finances locales
Finances locales de Barnave de 2000 à 2018.

### Enseignement

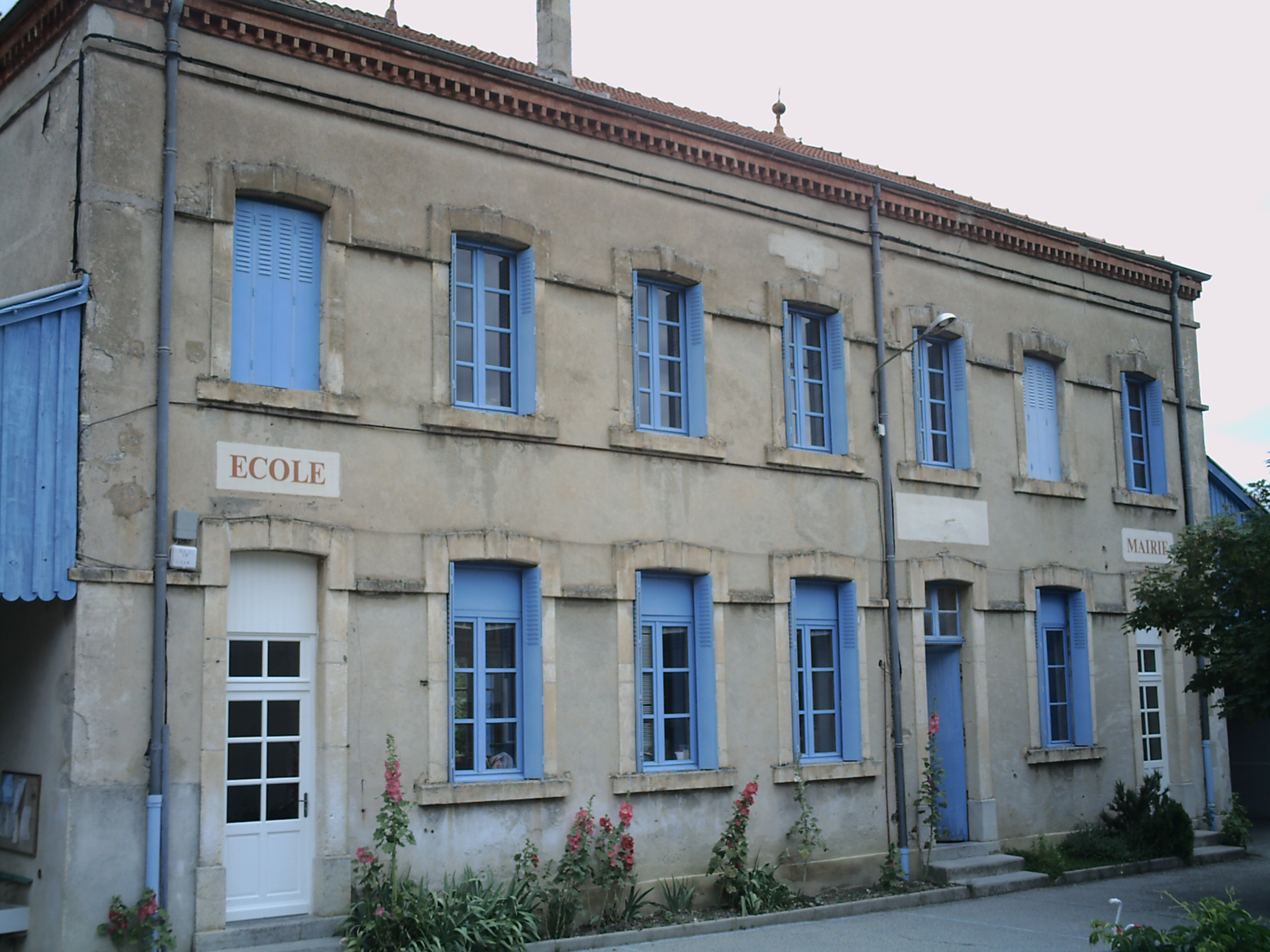
L'école (aujourd'hui fermée) & la mairie.

## Population et société

### Démographie
L'évolution du nombre d'habitants est connue à travers les recensements de la population effectués dans la commune depuis 1793. Pour les communes de moins de 10 000 habitants, une enquête de recensement portant sur toute la population est réalisée tous les cinq ans, les populations de référence des années intermédiaires étant quant à elles estimées par interpolation ou extrapolation. Pour la commune, le premier recensement exhaustif entrant dans le cadre du nouveau dispositif a été réalisé en 2006.

En 2022, la commune comptait 216 habitants, en évolution de +11,92 % par rapport à 2016 (Drôme : +2,64 %, France hors Mayotte : +2,11 %).
| 1793 | 1800 | 1806 | 1821 | 1831 | 1836 | 1841 | 1846 | 1851 |
| ---- | ---- | ---- | ---- | ---- | ---- | ---- | ---- | ---- |
| 236  | 267  | 273  | 303  | 319  | 300  | 308  | 334  | 315  |

| 1856 | 1861 | 1866 | 1872 | 1876 | 1881 | 1886 | 1891 | 1896 |
| ---- | ---- | ---- | ---- | ---- | ---- | ---- | ---- | ---- |
| 304  | 307  | 309  | 328  | 327  | 340  | 381  | 319  | 304  |

| 1901 | 1906 | 1911 | 1921 | 1926 | 1931 | 1936 | 1946 | 1954 |
| ---- | ---- | ---- | ---- | ---- | ---- | ---- | ---- | ---- |
| 284  | 276  | 260  | 201  | 202  | 181  | 172  | 135  | 154  |

| 1962 | 1968 | 1975 | 1982 | 1990 | 1999 | 2006 | 2011 | 2016 |
| ---- | ---- | ---- | ---- | ---- | ---- | ---- | ---- | ---- |
| 143  | 117  | 109  | 119  | 125  | 155  | 156  | 170  | 193  |

| 2021 | 2022 | - | - | - | - | - | - | - |
| ---- | ---- | - | - | - | - | - | - | - |
| 213  | 216  | - | - | - | - | - | - | - |

### Santé
- Cabinet d'orthopédie[réf. nécessaire].

### Manifestations culturelles et festivités
- Fin juin : fête de la Saint-Jean avec sa course de caisses à savon[réf. nécessaire].
- Deuxième week-end d'août : « Psychobydub Festival » consacré au mouvement musical Dub[réf. nécessaire].
- Deuxième dimanche d'août : fête[13].

### Loisirs
- Terrain de boule (concours annuel)[réf. nécessaire].
- Chasse[réf. nécessaire].
- Local autogéré pour les jeunes[réf. nécessaire].
- Salle polyvalente[réf. nécessaire].

### Sports
- Terrain de football.

#### Événements sportifs
- Étape régulière du Rallye Terre du Diois. La commune est idéale pour cela avec ses kilomètres de pistes étroites normalement réservées à l'entretien des forêts.

### Médias
Le territoire de la commune se situe dans l'aire de diffusion de plusieurs médias :
- Presse écrite
  - Le Dauphiné libéré, quotidien régional qui consacre, chaque jour, y compris le dimanche, dans son édition de « La vallée de la Drôme » un ou plusieurs articles à l'actualité du canton et de la commune, ainsi que des informations sur les éventuelles manifestations locales, les travaux routiers, et autres événements divers à caractère local.
  - L'Agriculture Drômoise, journal d'informations agricoles et rurales, couvre l'ensemble du département de la Drôme.
  - Drôme Hebdo (ancien Peuple Libre), hebdomadaire chrétien d'informations.
  - Journal du Diois et de la Drôme.
- Presse audio-visuelle
  - France Bleu est une radio publique diffusée sur son territoire.

### Cultes
L'église et la communauté catholique de Barnave sont rattachées à la paroisse Saint-Marcel en Diois, laquelle couvre 37 communes et dépend du diocèse de Valence.

## Économie

### Agriculture
62,5 % de la population[réf. nécessaire].
- Vigne (en 1992 : vins AOC : Clairette de Die et Châtillon-en-Diois)[13].

cépages muscat et clairette utilisés pour la vinification de la Clairette de Die Jaillance[réf. nécessaire] et, depuis 2015, issue de raisins en biodynamie.
Vignoble en coteaux. Près de 30 des 70 hectares de vignes cultivés sur la commune étaient en agriculture biologique[réf. nécessaire].
- Lavande[13].
- Céréales[13].
- Arbres fruitiers[13].
- Noyers (AOC : Noix de Grenoble)[réf. nécessaire].
- Horticulture et distillation[réf. nécessaire].
- Coopérative d'utilisation de matériel agricole (CUMA)[réf. nécessaire].

### Élevage
- Pâturages (ovins)[13].
- Apiculture[réf. nécessaire].

### Commerce
12,5 % de la population[réf. nécessaire]. 
- L'Aubergerie : gîte et café-hôtel-restaurant[réf. nécessaire].
- Le Verger : gîte[réf. nécessaire].
- Vent de Couleur : Chambres d'hôtes[réf. nécessaire].

### Artisanat
- Cosmétique[réf. nécessaire].
- Plombier[réf. nécessaire].
- Carreleur et Pose de dalle[réf. nécessaire].

## Culture locale et patrimoine

### Lieux et monuments
- Vestiges de l'époque féodale. Une grande partie des ruines du vieux village sont toujours visibles, ainsi que quelques vestiges du Château fort. Une grosse portion du rempart est restée debout (aujourd'hui habitée) ainsi que la Porte de ville dont le dispositif supportant la herse[réf. nécessaire].

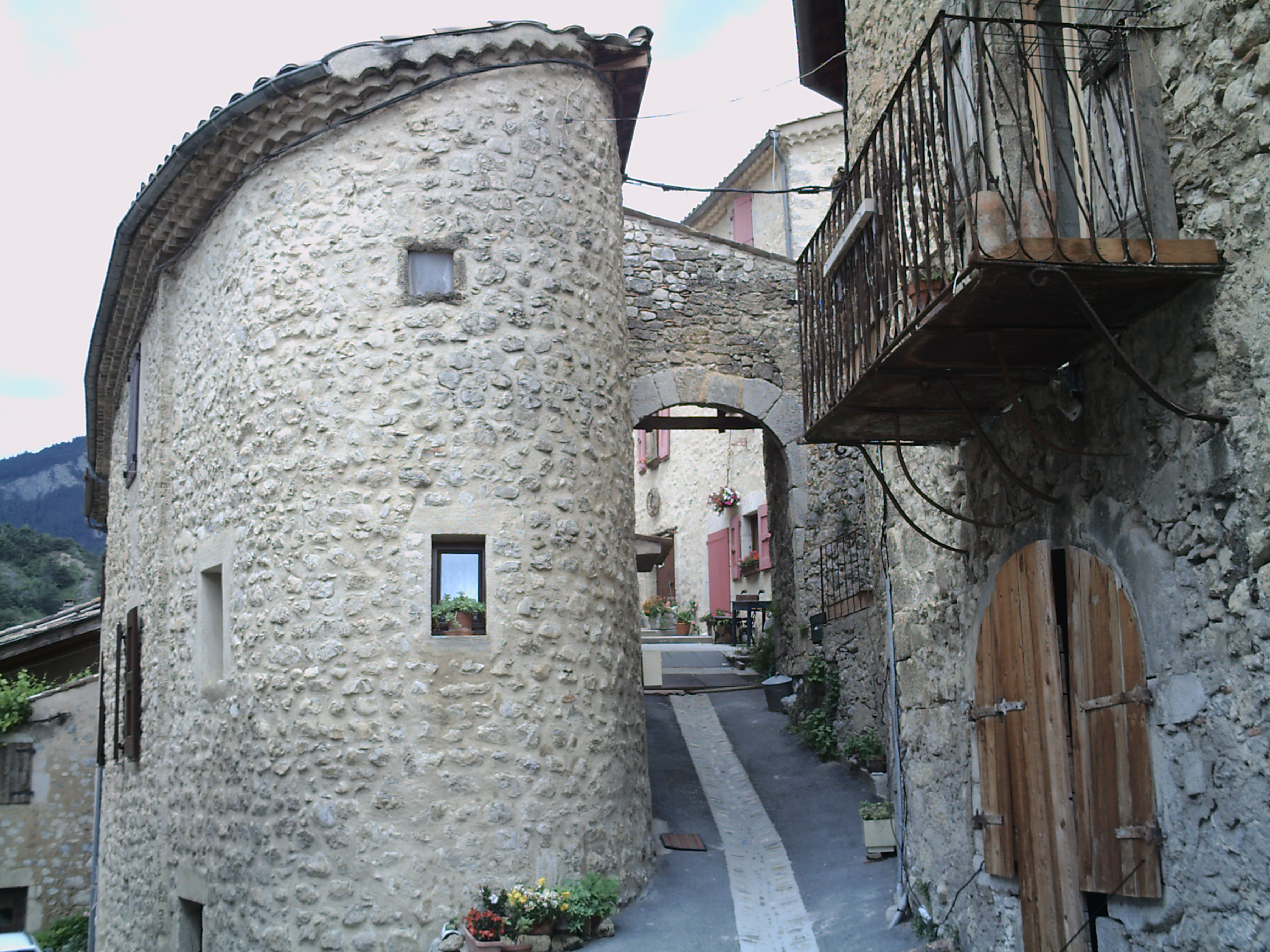
Le rempart et la porte.
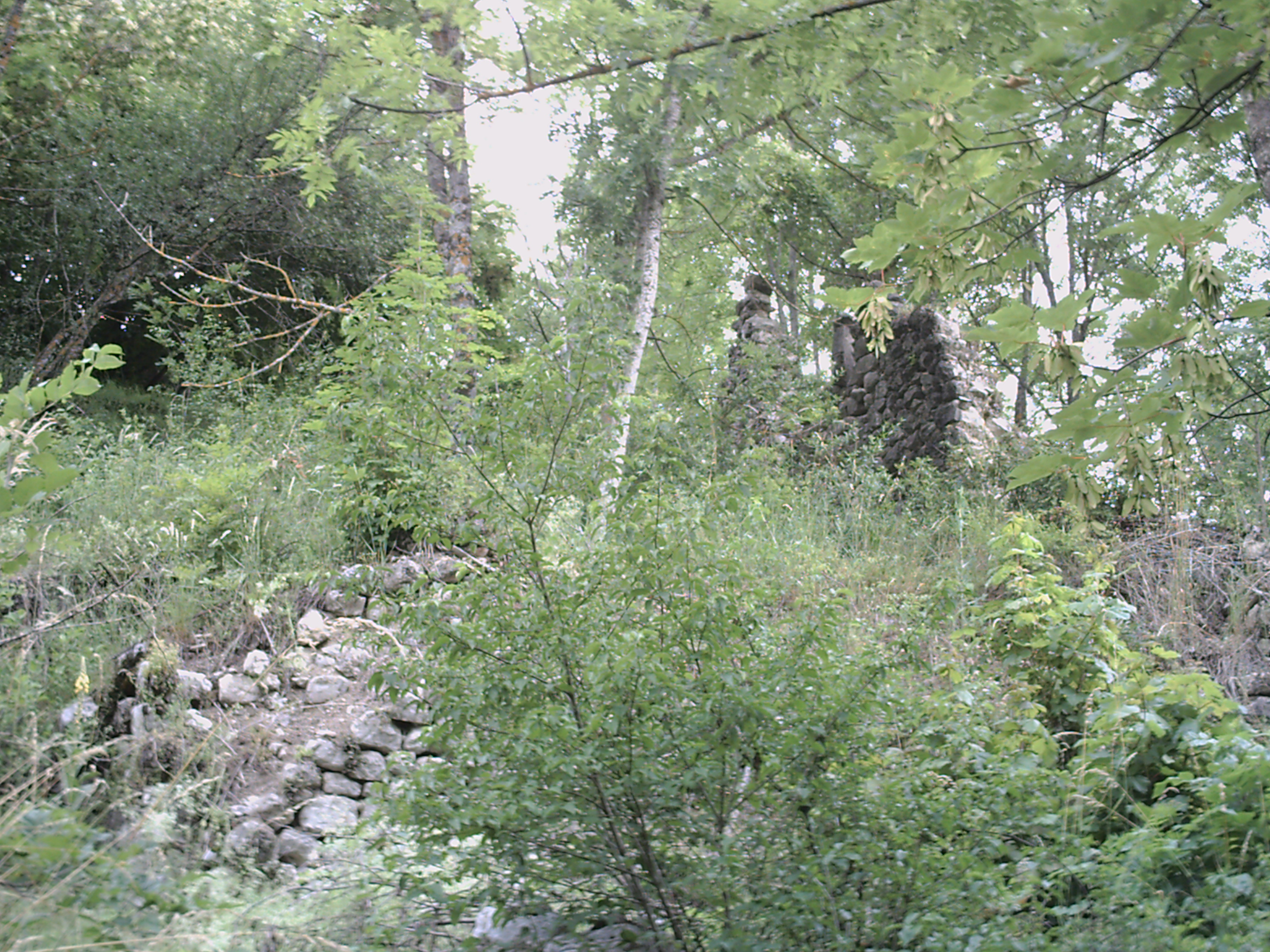
Ruines.

- Église Notre-Dame-de-l'Assomption de Barnave du XIXe siècle[13].
- Temple protestant[13].
- En 1997, sous l'impulsion du maire de Barnave, les jeunes de la commune âgés de 8 à 15 ans ont construit un local qui leur est destiné (direction de l'architecte Pascal Beatman). Sa structure est un mélange de styles, avec de fortes influences orientales. Nous y trouvons une pièce centrale, présentant quatre voûtes d'angle et surmontée d'une coupole, deux petits espaces attenants avec des voûtes d'arêtes et enfin une nef. Bâti de brique et enduit d'un mélange de terre-paille, le local est toujours un grand lieu de rassemblement et de fête pour les jeunes[réf. nécessaire].

### Patrimoine culturel
- Barnabulle - Comité des Fêtes : comité local pour le développement et la production de divertissements[réf. nécessaire].
- Les Tatines : association loi de 1901 pour la gestion et le développement du dispositif « Village Botanique »[réf. nécessaire].
- Psychobydub : association loi de 1901 pour la promotion et la médiatisation des musiques actuelles, principalement dub et électro[réf. nécessaire].
- Ensemble Vocal Barnave : répertoire musical classique, baroque, sacrée et jazz[réf. nécessaire].
- Compagnie Étincelle : spectacles cirque aérien et musique[réf. nécessaire].
- Compagnie Ascendance : cirque[réf. nécessaire].
- Artisanat d'art (poterie)[réf. nécessaire].

### Patrimoine naturel
- Vues de la route en lacet vers Jansac et du col de Pennes[13].
- Vue sur les falaises du Glandasse et les sommets du Jocou et du Grand Ferrand.
- Montagne de Pennes : panorama sur la Drôme provençale, la vallée de la Roanne et les premiers contreforts du Vercors.
- Montagne de Solaure : panorama sur la basse vallée de la Drôme et sur les Trois Becs (1559 m, 1545 m et 1589 m), fameux sommets dominant la commune de Saillans.
- Village botanique : membre des « Villages botaniques de la Drôme »[25] d'après l'initiative de la mairie d'Hauterives. Un circuit botanique est développé par les habitants sur le thème des plantes dites « de zone sèche ».

### Héraldique, logotype et devise
|  | Barnave possède des armoiries dont l'origine et le blasonnement exact ne sont pas disponibles. |